# Jean Beck
Johann Ludwig „Jean“ Beck (* 18. Oktober 1862 in Mettlach; † 26. September 1938 in München) war ein deutscher Glas- und Keramikdesigner. 

## Leben
Hans Ludwig, der sich später Jean Beck nannte, wurde 1862 in Mettlach als Sohn eines Beschäftigten in der dortigen Steingutfabrik Villeroy & Boch  geboren. Bereits frühzeitig wurde sein Talent zum Zeichnen entdeckt und er nahm ab 12 Jahren Förderunterricht im Zeichnen, später in den Dekorationswerkstätten der Firma in Mettlach, in der sein Vater beschäftigt war. Nach dem Besuch der Kunstgewerbeschule in München von 1881 bis 1883 ging Jean Beck nach Paris an die Akademie und war auch kurze Zeit an der Kunstgewerbeschule in Dresden.
Jean Beck wurde bei Villeroy & Bock Dekorationschef und Leiter der Zeichenabteilung in Mettlach. Später war er an der Wächtersbacher Steingutfabrik in Schlierbach tätig. Im Anschluss lebte Jean Beck als Keramikkünstler freischaffend in München. Er führte den Professorentitel und lebte in Schwabing, Schwindstraße 13.
Im Jahre 1898 gründete Jean Beck die „Kunst- und kunstgewerbliche Anstalt für die keramische und Glasbranche“.

## Werk
Jean Beck wurde bekannt für bahnbrechende Neuheiten in der Kunstkeramik und bei Ziergläsern, die er nach eigenen Entwürfen fertigte. Ein Teil seiner Gläser wurde seit Ende der 1920er Jahre in der Freiherr von Poschinger'schen Krystallglasfabrik in Frauenau produziert.

## Schriften (Auswahl)
- Messamt für die Mustermessen in Leipzig (Hrsg.): Von Deutschlands Industrien und Kunstgewerbe auf der Leipziger Messe. Vortrag, Leipzig: Spamer: 1918.
- Die keramische Industrie und ihre wirtschaftliche wie soziale Bedeutung (= Artis-Heft, 6), München, o. J. [1928].
- Edelwild- und Wertfelle. Neue Einnahme-Quellen (= Artis-Heft, 8), München, o. J. [1930].

## Ehrungen
- Verdienstorden vom Heiligen Michael